# TeamViewer
TeamViewer je program pro vzdálený přístup a podporu přes počítačové sítě. Umožňuje vzdálené ovládání počítače vašeho partnera, sdílení pracovní plochy, on-line schůzky, webové konference a přenos souborů mezi počítači. TeamViewer umožňuje připojení k jakémukoli počítači nebo serveru na světě v několika sekundách. Program je kompatibilní s platformami Microsoft Windows, Mac OS, Linux, iPadOS, iOS, Android, ChromeOS a podporuje webové služby. TeamViewer využívá více než 400 000 000 uživatelů po celém světě. Je to jedno z nejrychleji rostoucích řešení pro vzdálené ovládání a dálkové prezentace na světě. TeamViewer je vyvinut firmou TeamViewer GmbH, která byla založena v roce 2005 v Uhingen v Německu.

## Nastavení spojení
TeamViewer musí být nainstalován pomocí instalačního manuálu, ačkoliv Quick support verze je funkční bez instalace. Pro připojení k jinému počítači pomocí TeamViewer musí být program nainstalován na obou zařízeních. Na jednom zařízení musí být aktivní práva administrátora, na ostatních zařízeních jsou dostačující práva standardního uživatele.
Jakmile je TeamViewer v počítači nainstalován, vygeneruje si partnerské ID číslo a heslo (heslo definované uživatelem je také přípustné). Pro navázání spojení mezi oběma zařízeními (administrátorem a ovládaným klientem) musí administrátor a klient použít výše uvedené ID číslo a heslo a zadat je do svého lokálního TeamVieweru.
Pro zahájení online konference pošle moderátor jednání ID číslo jednotlivým účastníkům. Za pomocí plné verze TeamViewer nebo přihlášením na http://go.teamviewer.com/ a zadáním ID se účastníci přihlásí do konference.

## Zabezpečení
TeamViewer využívá RSA kódový klíč (4096 bitů) a AES klíč (256-bitů) kódovací relaci.
V základním nastavení TeamViewer využívá jeden ze serverů TeamViewer.com pro navázání a směrování spojení mezi administrátorem a ovládaným klientem. Nicméně v 70 % případů je spojení navázáno přes UDP nebo TCP.